# Wouter Van Bellingen
Wouter Van Bellingen (Anvers, 20 avril 1972) est un homme politique flamand.
Wouter Van Bellingen est d'origine rwandaise. Il a été adopté dans sa prime enfance par une famille nationaliste flamande.
Depuis le 2 janvier 2007 il est échevin de Saint-Nicolas (Flandre orientale). Il est le premier échevin noir de Flandre.
En raison de la couleur de sa peau, trois couples ont refusé que Van Bellingen les marie. En réaction, beaucoup d'autres couples ont dit qu'ils veulent être mariés par lui. Le 21 mars 2007 sur la Journée internationale contre le racisme il a marié 626 couples.
Fin 2009, dans le contexte de l'éclatement du parti VlaamsProgressieven (ex-Spirit, entretemps devenu Sociaal-Liberale Partij), Wouter Van Bellingen décide de siéger comme indépendant au niveau communal, où une section locale a temporairement conservé la dénomination Spirit. Fin février 2009, il accepte de figurer comme indépendant sur la liste du SP.A aux élections régionales.

## Sources
1. ↑  Le premier échevin noir de Belgique fut Constant-Daniel Ajanohun, d'origine béninoise, à Villers-le-Bouillet de 1976 à 1982
2. ↑  Des centaines de marques de soutien à Wouter Van Bellingen, 7 sur 7 (site francophone de Het Laatste Nieuws), 1 février 2007
3. ↑  (nl) Belga, Van Bellingen als onafhankelijke op sp.a-lijst, Het Laatste Nieuws, 19 février 2009